# Loxocera brunneifrons
Loxocera brunneifrons är en tvåvingeart som beskrevs av Verbeke 1952. Loxocera brunneifrons ingår i släktet Loxocera och familjen rotflugor.
Artens utbredningsområde är Rwanda. Inga underarter finns listade i Catalogue of Life.